# Nagyvárad–Kolozsvár-vasútvonal
A Nagyvárad–Kolozsvár-vasútvonal romániai normál nyomtávú, jelenleg villamosítás alatt álló vasútvonal a 300-as vasúti vonalcsoport 300-as számú gerincvonalának Románia erdélyi és partiumi részén, amely 1870. szeptember 7-én nyílt meg. Az Erdélyi-középhegységen, a Sebes-Körös és a Nádas-patak völgyén át köti össze Nagyváradot Kolozsvárral.

## Története
A vasút építése idején az erdélyi régió az Osztrák–Magyar Monarchia területe volt. Ez a tartomány, amely az ország keleti részén volt, viszonylag későn kapcsolódott be a birodalom vasúti vérkeringésébe. Ennek okai voltak a nehéz terepviszonyok, de az erdélyi városokat összekötő vonalakról fennálló viták is. Végül az 1860-as évek elején szinte egyszerre két vonal építése kezdődött Erdély felé: Aradtól Gyulafehérvárig, amelyet az "Erste Siebenbürgische Eisenbahn" (Első Erdélyi Vasút) , valamint Nagyváradtól Kolozsvárig, az "Ungarische Ostbahn" (a Magyar Keleti Vasúttársaság) épített koncessziós engedélyével. A második cég, amelyet Charles Waring angol vállalkozó vezetett, meglehetősen gyorsan elkezdett dolgozni. A Magyar Keleti Vasút egyszerre több vasútvonalat is épített Erdélyben, és többször is részesült a magyar kormány anyagi támogatásából. Az első tervezett vonal a Nagyvárad és Kolozsvár közötti vasútvonal volt, amelyet 1870. szeptember 7-én állítottak üzembe. 1876-tól államosították a céget, a Nagyvárad–Kolozsvár-vasútvonalat pedig a MÁV vette át. Az első világháború végén Erdély Románia részévé vált, az erdélyi vasutakat pedig a román állami CFR vasúttársaság vette át.
A második bécsi döntés értelmében a vasútvonal teljes egészében visszakerült Magyarországhoz 1940-ben, úgy, hogy bihari szakaszain az újonnan meghúzott határ csak pár kilométerre volt a vonaltól. A második világháborút követően újra Romániához tartozik.

## Jelenlegi helyzete
A vasútvonal Kolozsvár és Kisbács között már korábban is villamosítva volt, Méráig pedig az oszlopok is ki voltak helyezve, de nem villamosították. A vonal főként egyvágányú, bizonyos szakaszain kétvágányú (Nagyvárad és Fugyivásárhely, Mezőtelki és Élesd, valamint Kissebes és Kolozsvár között).
A vonal jelenleg teljes felújítás alat áll, ennek keretein belül teljes egészében villamosítják és mindenütt kétvágányú pályát építenek ki. A 2026-ra tervezett befejezést követően a vonatok akár 160 km/h sebességgel is haladhatnak.

## Fordítás
Ez a szócikk részben vagy egészben  a   Calea ferată Oradea–Cluj című román Wikipédia-szócikk ezen változatának fordításán alapul.  Az eredeti cikk szerkesztőit annak laptörténete sorolja fel. Ez a jelzés csupán a megfogalmazás eredetét és a szerzői jogokat jelzi, nem szolgál a cikkben szereplő információk forrásmegjelöléseként.